# Can Batlle (Vilademuls)
Can Batlle és una obra de Vilademuls (Pla de l'Estany) protegida com a Bé Cultural d'Interès Local.

## Descripció
Can Batlle sobresurt per la seva noble estructura i dimensions. Pren el nom Batlle perquè els seus hereus foren batlles hereditaris del monestir de Sant Pere de Besalú el segle xi. Rodulf Guillem i la seva muller Guilla figuren com a tals ja el novembre de 1064. Fou ennoblida per Carles XI en la persona de Joan Batlle el 12 de març de 1680. Era una família de prestigi i de renom que emparentà amb moltes cases de la província i desaparegué de Parets el segle passat després de vendre la casa i el patrimoni. El seu blasó era en camper d'atzur amb una faixa d'or acompanyada de dos estels de plata. (www.vilademuls.cat)